# Frasil

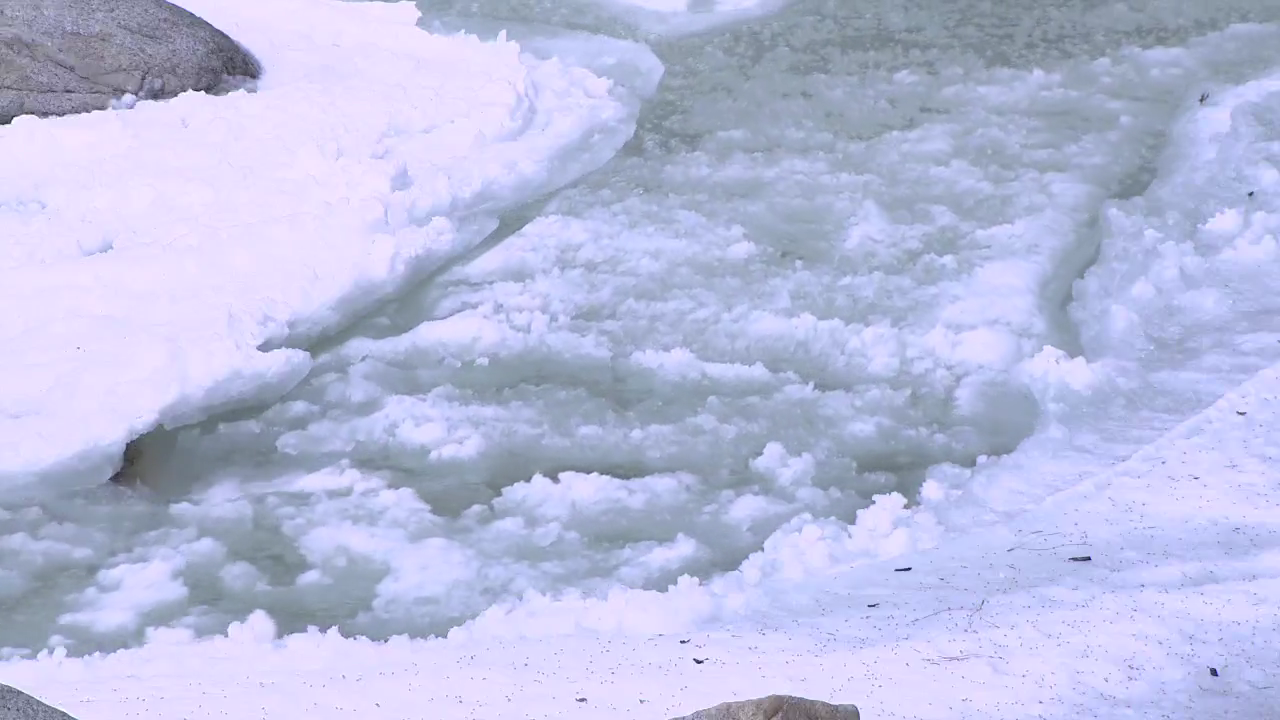
Frasil sur la rivière Yosemite.

Le frasil (ou frazil) est formé de fines aiguilles ou plaquettes de glace en suspension dans l'eau. Il s'agit du premier stade de formation de la glace sur les eaux douces ou salées. Les cristaux se forment dans de l'eau surfondue très agitée par nuit claire quand la température de l'air est égale ou inférieure à −6 °C.

## Formation
Quand la surface d'un cours d'eau, d'un lac ou de la mer commence à perdre rapidement de la chaleur à une température inférieure au point de congélation, l'eau ne congèle pas immédiatement mais reste surfondue. Toute turbulence, par les vents ou de courant, mélange les eaux sur une certaine profondeur ce qui permet aux gouttes de rencontrer des noyaux de congélation et de former des cristaux de glace.
Normalement, ces cristaux devraient flotter en surface, car la glace est moins dense que l'eau, mais à cause de la turbulence, ils se répartissent plus ou moins uniformément dans la couche et continuent à grossir en absorbant des gouttelettes d'eau environnante et en se joignant les uns aux autres pour former une masse informe, le frasil.
Ce type de glace peut aussi se former de façon similaire sous les glaciers. En effet, bien que la température extérieure puisse être au-dessus du point de congélation et produire une fonte partielle de la glace, les eaux de fonte descendent sous le glacier par des crevasses et coulent sous sa base, dans un environnement où la température est inférieure au point de congélation.

## Effets
Dans cet état, les cristaux de glace adhèrent facilement à tout objet immergé, surtout s'il est sous le point de congélation. Une accumulation de frasil sur les glaces flottantes déjà présentes, les piliers de ponts ou les îles, peut former des masses importantes, susceptibles de bloquer le cours d'une rivière (embâcle de glace). Certains éléments physiques peuvent encourager la formation de l'embâcle : coude prononcé, eaux peu profondes, réduction soudaine des pentes ou étranglement du cours d'eau.
Il existe plusieurs façons de contrôler les accumulations de frasil qui pourraient menacer les populations ou la navigation : mécaniques, thermiques, par vibrations, etc.